# Pallacanestro Cantù 1961-1962
Questa voce raccoglie le informazioni riguardanti la Pallacanestro Cantù nelle competizioni ufficiali della stagione 1961-1962.

## Stagione
La stagione 1961-1962 della Pallacanestro Cantù sponsorizzata Fonte Levissima, è la 7ª nel massimo campionato italiano di pallacanestro, l'Elette.

## Roster
- Lino Cappelletti
- Alfredo Barlucchi
- Otello Bruni
- Antonio Frigerio
- Dante Masocco
- Marcello Motto
- Giancarlo Sarti
- Gianni Zagatti
- Edi Zuliani
- De Palma
- Lesa

Allenatore:  Vittorio Tracuzzi

## Mercato
| Acquisti | Acquisti          | Acquisti            | Acquisti   |
| R.       | Nome              | da                  | Modalità   |
| -------- | ----------------- | ------------------- | ---------- |
|          | Edi Zuliani       | Amici Pall. Udinese | definitivo |
| A        | Alfredo Barlucchi | Virtus Bologna      | definitivo |

| Cessioni | Cessioni           | Cessioni            | Cessioni       |
| R.       | Nome               | a                   | Modalità       |
| -------- | ------------------ | ------------------- | -------------- |
| P        | Luciano Zia        |                     | ritirato       |
|          | Nicola Porcelli    | Amici Pall. Udinese | fine contratto |
|          | Marco Marchionetti | V.L. Pesaro         | fine contratto |